# FC Carl Zeiss Jena
FC Carl Zeiss Jena, är en tysk fotbollsklubb grundad 1903, med säte i staden Jena, Thüringen.
Klubben grundades ursprungligen som ett brukslag vid Carl Zeiss i Jena. Företaget har haft nära band till klubben, där bland annat stadion fått namn efter Ernst Abbe, en av företagets ledare och utvecklare. Klubben bytte efter andra världskriget till en början ofta namn, men återtog under 1960-talet det ursprungliga namnet.

## Klubbens storhetstid
Under 1950-talet började klubben nå nya framgångar i Östtyskland (DDR), då under namnet Motor Jena. År 1960 vann man för första gången en nationell titel, då Hansa Rostock besegrades i den östtyska cupfinalen med 3–2. Den blivande landslagsspelaren och anfallaren Peter Ducke blev matchhjälte, och kom att bli en stor profil i klubben under 1960- och 1970-talen. 
Under tränaren Georg Buschner blev Jena DDR-mästare tre gånger under 1960-talet, och även under 1970-talet deltog man ofta framgångsrikt i cupen. Man nådde en rad andraplaceringar i ligan, vilket gjort att klubben idag toppar den östtyska fotbollsligans så kallade maratontabell. 

## Nya framgångar i början av 1980-talet
År 1980 blev klubben cupmästare och kvalificerade sig för Cupvinnarcupen. Man nådde som andra lag från DDR finalen, men föll mot Dinamo Tbilisi. Vid samma tid hade man fått fram nya landslagsspelare, och hade några av DDR:s bästa i laget. Tränaren Hans Meyer har senare framgångsrikt varit ledare för Bundesliga-lag.

## Jena idag
Under 1990-talet spelade man i 2. Bundesliga, men svårare ekonomiska tider gjorde att man tappade i konkurrenskraft. Emellertid finns fortfarande en stor skara av supportrar, och klubben har en stark förankring bland staden Jenas invånare. Efter flera år i Regionalliga tog man sig år 2006 åter tillbaka till 2. Bundesliga, men spelar sedan säsongen 24/25 i Regionalliga.
Säsongen 2024/2025 fick klubben möta fjolårets Bundesliga-mästare, Bayer Leverkusen, i första omgången av DFB-Pokal. Matchen slutade 1–0 till Leverkusen. 

## Meriter
- Östtyska mästare: 1963, 1968, 1970
- Östtyska cupmästare (FDGB-Pokal): 1960, 1972, 1974, 1980

## Urval av kända spelare, tillika landslagsspelare
- Peter Ducke
- Bernd Bransch
- Hans-Ulrich Grapenthin
- Eberhard Vogel
- Rüdiger Schnuphase
- Bernd Schneider
- Jörg Böhme